# Науманов дрозд
Науманов дрозд (Turdus naumanni) е вид птица от семейство Turdidae.

## Разпространение
Видът е разпространен в Бангладеш, Бутан, Виетнам, Индия, Китай, Монголия, Мианмар, Непал, Пакистан, Русия, Северна Корея, Тайланд, Хонконг, Южна Корея и Япония.